# Palazzo Brancaccio (Neapel)

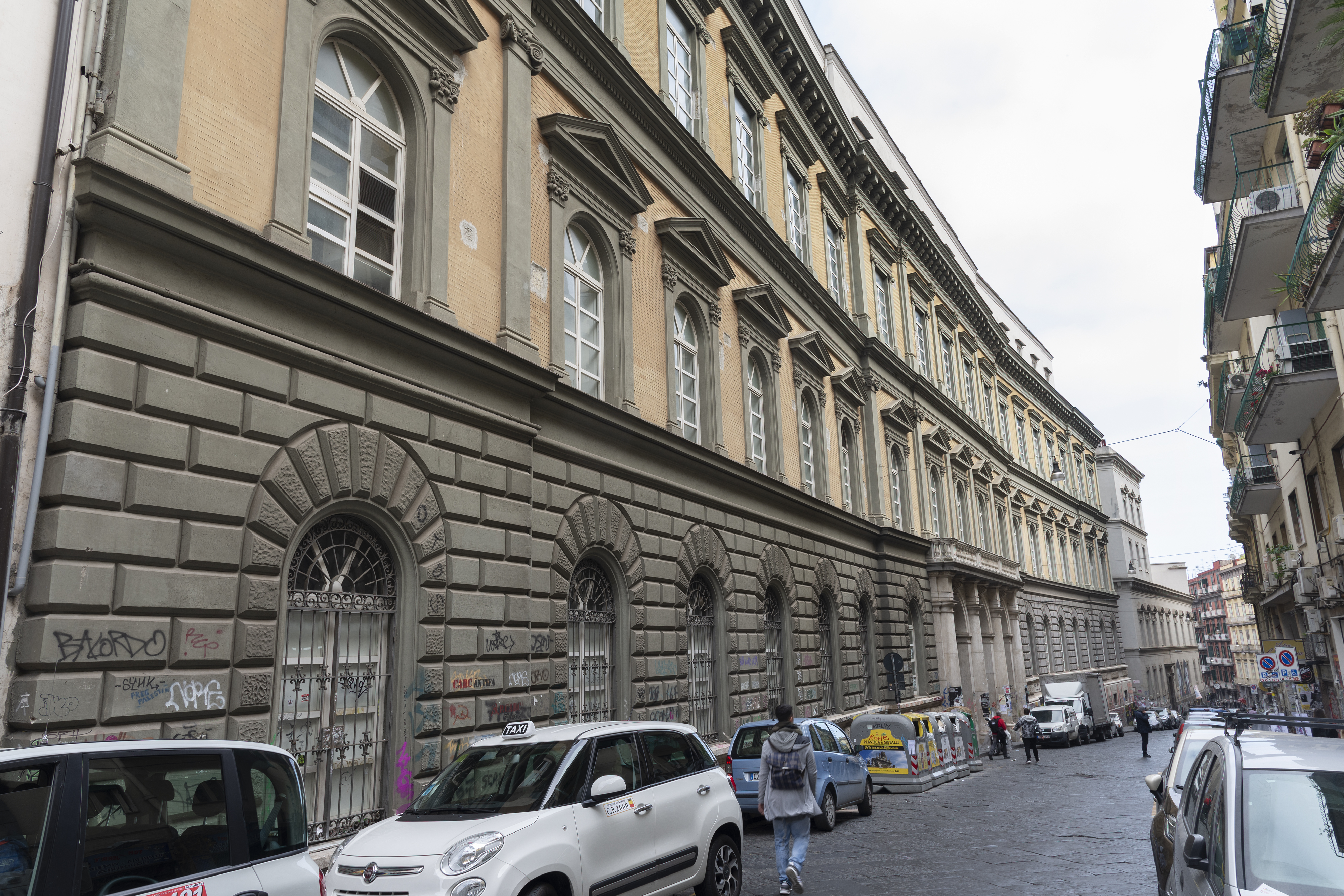
Palazzo Brancaccio in Neapel, Hauptfassade zur Via Mezzocannone.

Der Palazzo Brancaccio ist ein Palast aus dem 15. Jahrhundert im Viertel Porto von Neapel in der italienischen Region Kampanien. Er liegt in der Via Mezzocannone.

## Geschichte und Beschreibung
Das im 15. Jahrhundert in gotischem Stil errichtete Gebäude der Familie Brancaccio mit vielen Anklängen an die katalanische Architektur war ein Zeugnis des Neapel dieser Zeit. Wie viele mittelalterliche Gebäude wurde auch dieses in der Zeit der Vizekönige und der nachfolgenden bourbonischen Epoche umgestaltet; die mittelalterlichen Elemente des Palastes sind heute nur noch am Eingangstor mit gotischem Korbbogen und an den kaum sichtbaren Bögen der später zugemauerten Loggia zu erkennen.
1690 wurde in dem Palast dank der testamentarischen Verfügung des Kardinals Francesco Maria Brancaccio die erste öffentliche Bibliothek der Stadt eröffnet, die Biblioteca Brancacciana. Die prestigeträchtige Sammlung von Bänden, die dort auf hölzernen Bücherregalen von Andrea Gizio und Domenico Greco zusammengepfercht war, wurde später in die Biblioteca Nazionale di Napoli integriert.
Im 18. Jahrhundert wurde das Gebäude grundlegend umgebaut; im Innenhof gibt es heute eine Vorhalle mit fünf Bögen, die mit Stuck dekoriert sind. Sie soll die Zugangstreppe zur Bibliothek schützen.